# Effingham County (Illinois)
Das Effingham County ist ein County im US-amerikanischen Bundesstaat Illinois. Im Jahr 2010 hatte das County 34.242 Einwohner und eine Bevölkerungsdichte von 27,6 Einwohnern pro Quadratkilometer. Der Verwaltungssitz (County Seat) ist Effingham.

## Geografie
Das County liegt im mittleren Südosten von Illinois. Es hat eine Fläche von 1243 Quadratkilometern, wovon drei Quadratkilometer Wasserflächen sind. An das Effingham County grenzen folgende Nachbarcountys:
| Shelby County |             | Cumberland County |
| Clay County   |             | Jasper County     |
|               | Clay County |                   |

## Verkehr
Das County liegt verkehrstechnisch sehr günstig. Hier verlaufen die Interstate 57 und die Interstate 70. Die I-57 verläuft von Chicago bis an den Golf von Mexiko und die I-70 verläuft von der Ostküste bis zur Westküste. Aus diesem Grund gibt es auch vermehrt Truck-Stops, Restaurants, Kfz-Reparaturwerkstätten usw. Weiterhin ist das County an das Schienennetz angeschlossen und verfügt über einen Flughafen, den Effingham County Memorial Airport mit 4 Start- und Landebahnen.

## Geschichte
Das spätere Effingham County wurde um 1800 besiedelt. Die ersten Kolonisten ließen sich am Ufer des Little Wabash River nieder. Gebildet wurde das County 1831 aus Teilen des Fayette- und des Crawford County. Benannt wurde es nach dem Briten Thomas Howard, 3. Earl of Effingham, einem General der britischen Armee. Um 1850 wurde eine Eisenbahnlinie durch das County gebaut und das verschlafene Gebiet erlebte einen neuen Besiedlungs-Boom. 1859 wurde der Sitz der Countyverwaltung das Städtchen Broughton, welches später in Effingham umbenannt wurde. Der nächste Besiedlungs-Boom kam mit dem Bau des Interstate Highways.

## Demografische Daten
Nach der Volkszählung im Jahr 2010 lebten im Effingham County 34.242 Menschen in 13.462 Haushalten. Die Bevölkerungsdichte betrug 27,6 Einwohner pro Quadratkilometer. In den 13.462 Haushalten lebten statistisch je 2,52 Personen.
Ethnisch betrachtet setzte sich die Bevölkerung zusammen aus 98,2 Prozent Weißen, 0,4 Prozent Afroamerikanern, 0,2 Prozent amerikanischen Ureinwohnern, 0,5 Prozent Asiaten sowie aus anderen ethnischen Gruppen; 0,7 Prozent stammten von zwei oder mehr Ethnien ab. Unabhängig von der ethnischen Zugehörigkeit waren 1,9 Prozent der Bevölkerung spanischer oder lateinamerikanischer Abstammung.
24,3 Prozent der Bevölkerung waren unter 18 Jahre alt, 60,4 Prozent waren zwischen 18 und 64 und 15,3 Prozent waren 65 Jahre oder älter. 50,2 Prozent der Bevölkerung war weiblich.

Das jährliche Durchschnittseinkommen eines Haushalts lag bei 49.509 USD. Das Pro-Kopf-Einkommen betrug 24.843 USD. 10,5 Prozent der Einwohner lebten unterhalb der Armutsgrenze.

## Ortschaften im Effingham County
Citys
- Altamont
- Effingham

Town
- Mason

Villages
| - Beecher City - Dieterich - Edgewood - Montrose1 | - Shumway - Teutopolis - Watson |

Unincorporated Communities
| - Blue Point - Boggsville - Dexter - Eberle - Elliottstown - Evers | - Funkhouser - Gila - Gilmore - Green Creek - Heartville - Hill | - Holland - Keptown - Lake Sara - Moccasin - Northmore Heights - Winterrowd |

1 – teilweise im Cumberland County

## Gliederung
Das Effingham County ist in 15 Townships eingeteilt:
| Township          | Einwohner (2010) | FIPS     |
| ----------------- | ---------------- | -------- |
| Banner Township   | 456              | 17-03558 |
| Bishop Township   | 1.408            | 17-06145 |
| Douglas Township  | 12.604           | 17-20474 |
| Jackson Township  | 1.215            | 17-38063 |
| Liberty Township  | 764              | 17-43159 |
| Lucas Township    | 495              | 17-45161 |
| Mason Township    | 1.364            | 17-47462 |
| Moccasin Township | 484              | 17-49763 |

| Township             | Einwohner (2010) | FIPS     |
| -------------------- | ---------------- | -------- |
| Mound Township       | 3.648            | 17-50725 |
| St. Francis Township | 1.213            | 17-66807 |
| Summit Township      | 3.584            | 17-73651 |
| Teutopolis Township  | 2.605            | 17-74756 |
| Union Township       | 742              | 17-76654 |
| Watson Township      | 3.193            | 17-79254 |
| West Township        | 467              | 17-79891 |
|                      |                  |          |